# Cody Caves
Cody Caves är en grotta i Kanada.   Den ligger i provinsen British Columbia, i den södra delen av landet, 3 100 km väster om huvudstaden Ottawa. Cody Caves ligger 1 476 meter över havet.
Terrängen runt Cody Caves är bergig åt sydväst, men åt nordost är den kuperad. Terrängen runt Cody Caves sluttar brant österut. Trakten runt Cody Caves är nära nog obefolkad, med mindre än två invånare per kvadratkilometer.. Närmaste större samhälle är Balfour, 12,2 km söder om Cody Caves.
I omgivningarna runt Cody Caves växer i huvudsak barrskog.